# Giovanni Odazzi
Giovanni Odazzi (Roma, 25 marzo 1663 – Roma, 6 giugno 1731) è stato un pittore italiano.
Formatosi con Ciro Ferri e con il Baciccio, Giovanni Odazzi fece tesoro anche dello studio dell'arte di Carlo Maratta, che lo spinse a moderare il suo impeto barocco con un'arte più pacata e composta.
Numerose sono le opere da lui eseguite per Roma: tra le più significative il ciclo di affreschi all'Aracoeli, una pala a Santa Maria degli Angeli e due tele per San Bernardo alle Terme (1705). Impressionante per l'effetto realistico è l'affresco dei Santi Apostoli, con gli Angeli ribelli che danno l'impressione di uscire dalla cornice architettonica per cadere veramente sullo spettatore.
Odazzi raggiunse il momento di maggiore celebrità durante il pontificato di Clemente XI (1700-1721), quando partecipò a due tra le maggiori commissioni del tempo: la decorazione di San Clemente (1714-1716) e la serie degli ovali con i Profeti della navata di San Giovanni in Laterano. (1718). Dopo la morte di Carlo Maratta, Odazzi ne ereditò, insieme a Giuseppe Bartolomeo Chiari, il ruolo di caposcuola della corrente del primo rococò romano, influenzato dall'Accademia dell'Arcadia, costituendo una valida alternativa "locale" al veneto Francesco Trevisani.

## Opere principali
- L'Apparizione della Vergine a San Bruno (1700 ca, Santa Maria degli Angeli)
- Storie della Vergine nella navata di Santa Maria in Aracoeli
- Caduta degli Angeli ribelli (Basilica dei Santi Apostoli)
- Visione di San Bernardo a San Bernardo alle Terme, 1705
- Nozze mistiche di Santa Caterina, 1716 ca, a Santa Maria in Via Lata
- Gloria di Sant'Andrea (Sant'Andrea al Quirinale)
- Traslazione del corpo di San Clemente (1714-1716, Basilica di San Clemente)
- Osea (San Giovanni in Laterano; 1718)
- Sacra Famiglia, cappella eponima della chiesa di Santa Teresa alla Kalsa Palermo